# Langå–Struer Jernbane
Langå-Struer Jernbane är en statsägd järnväg som går mellan Langå och Struer i Region Midtjylland på Jylland i Danmark. Den ingår i det danska statliga nätet. Längden på bansträckningen är 102 km.

## Trafik
Varje timme går persontåg Århus–Langå–Viborg–Struer vilka körs av GoCollective. Det går ett tåg till per timme Århus–Langå–Viborg så det blir två tåg per timme på den sträckan. Några få tåg körs istället av DSB-tåg Köpenhamn-Århus-Langå-Struer. Alla persontåg stannar på alla ställen.
Körtiden är runt 2 timmar 5 minuter mellan Struer och Århus, runt 1 timme 30 minuter mellan Struer och Langå, samt drygt 30 minuter mellan Viborg och Langå. 

## Historia
Sträckan Langå-Viborg invigdes 1863, som statlig bana. Då fanns sedan 1862 Jyllands första järnväg Århus-Langå-Randers. En fortsättning Viborg-Struer blev klar 1865.